# Nisseviken (Fischerstelle)
Nisseviken (früher Marbodar genannt) ist eine Fischerstelle auf der schwedischen Insel Gotland.

## Lage
Nisseviken liegt an der gleichnamigen Bucht Nisseviken an der Westseite im Süden Gotlands, 56 km südlich von Visby, 12 km nordwestlich von Burgsvik und 14 km südwestlich von Hemse. 
Der Ort liegt im Kirchspiel (schwedisch socken) Näs, in der Kirchengemeinde (schwedisch församling) Havdhems församling und ein paar Kilometer nördlich des Windparks Näsudden sowie südlich von Hablingbo mit Petes museigård.
In Nisseviken gibt es unter anderem:
- ein Gebiet mit Fischerhütten, das Garngardi genannt wird
- eine Badestelle mit Sandstrand und Brücke, die das wärmste Wasser an der gotländischen Küste hat
- ein Hütten- und Ferienhausgebiet (seit den 1950er Jahren) mit ungefähr hundert Hütten und Ferienhäusern
- ein Restaurant und Café mit Bootsvermietung und Kiosk, wo in den Sommermonaten verschiedene Bands und Troubardure spielen